# Craugastor saltuarius
Craugastor saltuarius is een kikker uit de familie Craugastoridae. De soort werd voor het eerst wetenschappelijk beschreven door James Randall McCranie en Larry David Wilson in 1997. Oorspronkelijk werd de wetenschappelijke naam Eleutherodactylus saltuarius gebruikt.
De soort komt voor in delen van Midden-Amerika en leeft endemisch in Honduras. Craugastor saltuarius wordt bedreigd door het verlies van habitat.